# Gobierno Lars Løkke Rasmussen III
El tercer gobierno de Lars Løkke Rasmussen (coloquialmente, VLAK-regeringen o trekløverregeringen) asumió el cargo el 28 de noviembre de 2016 y sucedió al segundo gobierno de Lars Løkke Rasmussen. Fue un gobierno de coalición en minoría formado por Venstre, Alianza Liberal y el Partido Popular Conservador. Se basó en el apoyo parlamentario del Partido Popular Danés. Tras las elecciones parlamentarias de 2019, Rasmussen presentó su dimisión y el gobierno continuó como gobierno provisional hasta el 27 de junio, cuando se nombró al primer gobierno de Frederiksen.

## Lista de ministros
El gabinete está conformado por:
| Ministerio                                                        | Ministro                 | Partido | Partido             | Inicio                  | Término             |
| ----------------------------------------------------------------- | ------------------------ | ------- | ------------------- | ----------------------- | ------------------- |
| Primer ministro                                                   | Lars Løkke Rasmussen     |         | Venstre             | 28 de noviembre de 2016 | 27 de junio de 2019 |
| Ministro de Asuntos Exteriores                                    | Anders Samuelsen         |         | Alianza Liberal     | 28 de noviembre de 2016 | 27 de junio de 2019 |
| Ministro de Justicia                                              | Søren Pape Poulsen       |         | Popular Conservador | 28 de noviembre de 2016 | 27 de junio de 2019 |
| Ministro de Hacienda                                              | Kristian Jensen          |         | Venstre             | 28 de noviembre de 2016 | 27 de junio de 2019 |
| Ministro de Defensa                                               | Claus Hjort Frederiksen  |         | Venstre             | 28 de noviembre de 2016 | 27 de junio de 2019 |
| Ministro de Comercio, Negocios y Crecimiento                      | Brian Mikkelsen          |         | Popular Conservador | 28 de noviembre de 2016 | 21 de junio de 2018 |
| Ministro de Comercio, Negocios y Crecimiento                      | Rasmus Jarlov            |         | Popular Conservador | 21 de junio de 2018     | 27 de junio de 2019 |
| Ministro de Economía y de Interior                                | Simon Emil Ammitzbøll    |         | Alianza Liberal     | 28 de noviembre de 2016 | 27 de junio de 2019 |
| Ministra de Cooperación para el Desarrollo                        | Ulla Tørnæs              |         | Venstre             | 28 de noviembre de 2016 | 27 de junio de 2019 |
| Ministro del Trabajo                                              | Troels Lund Poulsen      |         | Venstre             | 28 de noviembre de 2016 | 27 de junio de 2019 |
| Ministra de Inmigración e Integración                             | Inger Støjberg           |         | Venstre             | 28 de noviembre de 2016 | 27 de junio de 2019 |
| Ministra de Equidad de Género Ministra de Cooperación Nórdica     | Karen Ellemann           |         | Venstre             | 28 de noviembre de 2016 | 2 de mayo de 2018   |
| Ministra de Equidad de Género Ministra de Cooperación Nórdica     | Eva Kjer Hansen          |         | Venstre             | 2 de mayo de 2018       | 27 de junio de 2019 |
| Ministro de Ciencia, Tecnología, Información y Educación Superior | Søren Pind               |         | Venstre             | 28 de noviembre de 2016 | 2 de mayo de 2018   |
| Ministro de Ciencia, Tecnología, Información y Educación Superior | Tommy Ahlers             |         | Independiente       | 2 de mayo de 2018       | 27 de junio de 2019 |
| Ministro de Energía, Suministros y Clima                          | Lars Christian Lilleholt |         | Venstre             | 28 de noviembre de 2016 | 27 de junio de 2019 |
| Ministra de Salud                                                 | Ellen Trane Nørby        |         | Venstre             | 28 de noviembre de 2016 | 27 de junio de 2019 |
| Ministra de Innovación Pública                                    | Sophie Løhde             |         | Venstre             | 28 de noviembre de 2016 | 27 de junio de 2019 |
| Ministro de Impuestos                                             | Karsten Lauritzen        |         | Venstre             | 28 de noviembre de 2016 | 27 de junio de 2019 |
| Ministro del Medio Ambiente y Alimentos                           | Esben Lunde Larsen       |         | Venstre             | 28 de noviembre de 2016 | 2 de mayo de 2018   |
| Ministro del Medio Ambiente y Alimentos                           | Jakob Ellemann-Jensen    |         | Venstre             | 2 de mayo de 2018       | 27 de junio de 2019 |
| Ministra de Infancia y Seguridad Social                           | Mai Mercado              |         | Popular Conservador | 21 de junio de 2018     | 27 de junio de 2019 |
| Ministra de Educación                                             | Merete Riisager          |         | Alianza Liberal     | 28 de noviembre de 2016 | 27 de junio de 2019 |
| Ministra de Cultura y Asuntos Religiosos                          | Mette Bock               |         | Alianza Liberal     | 28 de noviembre de 2016 | 27 de junio de 2019 |
| Ministro de Transporte, Construcción y Vivienda                   | Ole Birk Olesen          |         | Alianza Liberal     | 28 de noviembre de 2016 | 27 de junio de 2019 |
| Ministra de Ancianos                                              | Thyra Frank              |         | Alianza Liberal     | 28 de noviembre de 2016 | 27 de junio de 2019 |